# Elwira Nasonowa
Elwira Timofiejewna Nasonowa (ros. Эльви́ра Тимофе́евна Насо́нова, ur. 1941 w Wozdwiżence) – radziecka, rosyjska i ukraińska alpinistka, jako jedyna kobieta na świecie zdobyła trzykrotnie Śnieżną Panterę. Z wykształcenia geofizyczka.

## Życiorys
Pochodzi z wojskowej rodziny. Od 1955 pracuje i mieszka na Krymie, kiedy to wraz z rodziną przeprowadziła się do Ałuszty. Zaczęła uprawiać wspinaczkę górską w 1960. Ukończyła Kijowską Wyższą Szkołę Badań Geologicznych w 1962, jest z wykształcenia geofizyczką. Po studiach pracowała w Oszu.
Ukończyła z wyróżnieniem szkołę instruktorów alpinizmu Wszechzwiązkowej Centralnej Rady Związków Zawodowych w 1963. Jest także ratownikiem górskim. Jej mężem był wspinacz Anatolij Pawłowicz Balinski (1934–1984, popełnił samobójstwo), miała z nim syna Jegora (ur. 1972, zm. 31 grudnia 1990). Nasonowa kierowała do 75 roku życia zespołem alpinistów przemysłowych, którzy prowadzili prace m.in. na kopułach cerkwi św. Aleksandra Newskiego w Jałcie czy soboru Świętych Piotra i Pawła w Symferopolu, sama również pracowała na wysokości. W 2002 chciała wejść jako najstarsza kobieta na Mount Everest, ale z uwagi na kondycję partnera wspinaczkowego zmuszona była zawrócić z wysokości 7800 m; zrezygnowała z planów zdobycia Everestu w wieku 77 lat po operacji kolan. W 2016 otrzymała tytuł honorowej obywatelki Ałuszty, dzięki czemu dostała dodatek do emerytury.

## Osiągnięcia alpinistyczne
Jako jedyna kobieta na świecie zdobyła trzykrotnie Śnieżną Panterę (1973, 1988, 1991). Siedmiokrotnie spełniła wymagania do otrzymania tytułu Mistrza Sportu w alpinizmie (raz spełniła męskie standardy do otrzymania tego tytułu), po raz pierwszy tytuł ten uzyskała w 1966. Była dopuszczona do Mistrzostw ZSRR w alpinizmie na równi z mężczyznami, co stanowiło rzadki wyjątek od obowiązującego regulaminu. W 1971 jej drużyna zajęła 2. miejsce w tychże mistrzostwach, a Nasonowa przeszła wówczas trudny trawers na Chan Tengri.
Weszła 18 razy na radzieckie siedmiotysięczniki, w tym 5 razy na Chan Tengri. Poza zdobywaniem wielkich szczytów wspinała się także na Krymie, np. w zawodach weteranów w 2008. Jej ostatnie wejście na dużą wysokość to zdobycie Elbrusu w wieku 68 lat.